# Туффревіль-ла-Корбелін
Туффреві́ль-ла-Корбелі́н (фр. Touffreville-la-Corbeline) — муніципалітет у Франції, у регіоні Нормандія, департамент Приморська Сена. Населення — 837 осіб (01.01.2021).
Муніципалітет розташований на відстані близько 145 км на північний захід від Парижа, 29 км на північний захід від Руана.

## Історія
До 2015 року муніципалітет перебував у складі регіону Верхня Нормандія. Від 1 січня 2016 року належить до нового об'єднаного регіону Нормандія.

## Демографія
Динаміка населення (INSEE ):
Розподіл населення за віком та статтю (2006):
| Стать | Всього | До 15 років | 15-24 | 25-44 | 45-64 | 65-85 | Понад 85 |
| --- | ------ | ----------- | ----- | ----- | ----- | ----- | -------- |
| Чоловіки | 388    | 64          | 72    | 108   | 92    | 48    | 4        |
| Жінки | 368    | 72          | 36    | 108   | 104   | 48    | 0        |
| \| Статево-вікова піраміда \| Статево-вікова піраміда \| Статево-вікова піраміда \| \| ----------------------- \| ----------------------- \| ----------------------- \| \| Чоловіки \| Вік \| Жінки \| \| 4 \| 85 + \| 0 \| \| 12 \| 80-84 \| 12 \| \| 8 \| 75-79 \| 4 \| \| 16 \| 70-74 \| 28 \| \| 12 \| 65-69 \| 4 \| \| 20 \| 60-64 \| 32 \| \| 32 \| 55-59 \| 16 \| \| 28 \| 50-54 \| 32 \| \| 12 \| 45-49 \| 24 \| \| 40 \| 40-44 \| 36 \| \| 24 \| 35-39 \| 24 \| \| 24 \| 30-34 \| 36 \| \| 20 \| 25-29 \| 12 \| \| 28 \| 20-24 \| 16 \| \| 44 \| 15-20 \| 20 \| \| 28 \| 10-14 \| 44 \| \| 16 \| 5-9 \| 16 \| \| 20 \| 0-4 \| 12 \| |        |             |       |       |       |       |          |
| Статево-вікова піраміда |        |             |       |       |       |       |          |
| Чоловіки | Вік    | Жінки       |       |       |       |       |          |
| 4 | 85 +   | 0           |       |       |       |       |          |
| 12 | 80-84  | 12          |       |       |       |       |          |
| 8 | 75-79  | 4           |       |       |       |       |          |
| 16 | 70-74  | 28          |       |       |       |       |          |
| 12 | 65-69  | 4           |       |       |       |       |          |
| 20 | 60-64  | 32          |       |       |       |       |          |
| 32 | 55-59  | 16          |       |       |       |       |          |
| 28 | 50-54  | 32          |       |       |       |       |          |
| 12 | 45-49  | 24          |       |       |       |       |          |
| 40 | 40-44  | 36          |       |       |       |       |          |
| 24 | 35-39  | 24          |       |       |       |       |          |
| 24 | 30-34  | 36          |       |       |       |       |          |
| 20 | 25-29  | 12          |       |       |       |       |          |
| 28 | 20-24  | 16          |       |       |       |       |          |
| 44 | 15-20  | 20          |       |       |       |       |          |
| 28 | 10-14  | 44          |       |       |       |       |          |
| 16 | 5-9    | 16          |       |       |       |       |          |
| 20 | 0-4    | 12          |       |       |       |       |          |

## Економіка
2010 року серед 535 осіб працездатного віку (15—64 років) 375 були активними, 160 — неактивними (показник активності 70,1%, у 1999 році було 71,6%). З 375 активних мешканців працювало 355 осіб (192 чоловіки та 163 жінки), безробітними було 20 (9 чоловіків та 11 жінок). Серед 160 неактивних 66 осіб було учнями чи студентами, 53 — пенсіонерами, 41 була неактивною з інших причин.

У 2010 році в муніципалітеті числилось 304 оподатковані домогосподарства, у яких проживали 844,5 особи, медіана доходів виносила 20 375 євро на одного особоспоживача

## Клімат
Клімат, який характеризує місто, кваліфікований у 2010 році як «змінений океанічний клімат» відповідно до типології клімату Франції, яка тоді має вісім основних типів клімату в материковій Франції. У 2020 році місто виходить з того ж типу клімату в класифікації, створеної Météo-France, яка зараз нараховує лише, на перший погляд, п’ять основних типів клімату материкової Франції. Це перехідна зона між океанічним кліматом, гірським кліматом і напівконтинентальним кліматом. Різниця температур взимку та літо збільшується з віддаленням від моря. Опадів випадає менше, ніж на узбережжі, за винятком біля рельєфів.

## Типологія
Туффрвіль-ла-Корбелін є сільським муніципалітетом, оскільки він є одним із муніципалітетів із низькою або дуже низькою щільністю у значенні муніципальної сітки щільності INSEENote.
Крім того, комуна є частиною атракціону Івето, з якого вона є комуною коронної Ноти. Ця територія, яка включає 15 муніципалітетів, класифікується на райони з населенням менше 50 000 жителів.